# انگولمی
انگولمی (به لاتین: Angolemi) یک منطقهٔ مسکونی در قبرس است که در ناحیه نیکوزیا واقع شده‌است.

## خصوصیات
انگولمی ۱۸۱ نفر جمعیت دارد و ۱۸۲ متر بالاتر از سطح دریا واقع شده‌است.